# Vaqueiros (Alcoutim)
Vaqueiros es una freguesia portuguesa del municipio de Alcoutim, tiene un área de 145,63 km², 693 habitantes (2001). Densidad 4,8 hab/km².
- Datos: Q2546325
- Multimedia: Vaqueiros (Alcoutim) / Q2546325